# Клои Џао
Клои Џао, рођена као Џао Тинг (упрош: 赵婷; трад: 趙婷; пин: Zhào Tíng; Пекинг, 31. март 1982) америчка је филмска продуценткиња кинеског порекла, позната по свом раду на независним филмовима.
Њен дебитантски дугометражни филм, Songs My Brothers Taught Me (2015), премијерно је приказан на Санденс филмском фестивалу. Добио је похвале критике и зарадио је номинацију за награду Independent Spirit за најбољи први играни филм. Њен други дугометражни филм, Јахач (2017), био је хваљен од стране критике и номинован за награду Independent Spirit за најбољи филм и најбољу режију.
Џаова је постигла успех са филмом Земља номада (2020), који је добио међународно признање и освојио многе награде, укључујући Златног лава на Филмском фестивалу у Венецији, награду по избору људи на Филмском фестивалу у Торонту, и бројне награде за најбољи филм. Са четири номинације за Оскара за филм, Џао је освојила награду за најбољи филм и најбољу режију, поставши друга жена која је освојила прву награду и прва небелачка жена која је освојила другу. Такође је освојила награде за режију на наградама Удружења америчких режисера, Златним глобусима и Филмским наградама Британске академије, поставши друга женска добитница сваке од њих.
Њено најскорије остварење је суперхеројски филм Вечни Марвеловог филмског универзума, који је написала и режирала, и који је издат у новембру 2021. године.

## Лични живот
Џао сада живи у планинама Топатопа у Ојаију у Калифорнији са три кокошке, Ред, Себеом и Лусил и два пса, Тако и Рустер и њеним партнером и сниматељем, Џошуом Џејмсом Ричардсом. Ричардс и Џао су се упознали док је Џао истраживала за свој први дугометражни филм Songs My Brother Taught Me, а Ричардс је још био студент филма на НИУ. Био је њен сниматељ за њена следећа два филма и служио је као камерман у њеном Марвеловом филму. У чланку у Elle, Ричардс је навео да је Џао била „чвргава и екстремна“, неко кога је желео да пронађе у филмској школи.

## Филмографија

### Дугометражни филмови
| Година | Српски наслов | Изворни наслов | Редитељка | Списатељица | Продуценткиња | Уредница | Реф.  |
| ------ | ------------- | -------------- | --------- | ----------- | ------------- | -------- | ----- |
| 2015.  | Н/Д           |                | Да        | Да          | Да            | Да       | [ 9 ] |
| 2017.  | Н/Д           |                | Да        | Да          | Да            | Не       | [ 9 ] |
| 2020.  | Земља номада  |                | Да        | Да          | Да            | Да       | [ 9 ] |
| 2021.  | Вечни         |                | Да        | Да          | Не            | Не       | [ 9 ] |

### Краткометражни филмови
| Година | Изворни наслов                  | Редитељка | Списатељица | Продуценткиња | Реф.   |
| ------ | ------------------------------- | --------- | ----------- | ------------- | ------ |
| 2008   | Helen's First Date in Two Years | Не        | Не          | Да            |        |
| 2008   | Post                            | Да        | Да          | Да            |        |
| 2009   | The Atlas Mountains             | Да        | Да          | Да            | [ 10 ] |
| 2009   | Simple Pleasures                | Не        | Не          | Да            |        |
| 2010   | Daughters                       | Да        | Да          | Да            | [ 11 ] |
| 2011   | Benachin                        | Да        | Не          | Не            |        |